# Codia albifrons
Codia albifrons är en tvåhjärtbladig växtart som beskrevs av Eugène Vieillard och André Guillaumin. Codia albifrons ingår i släktet Codia och familjen Cunoniaceae. Inga underarter finns listade i Catalogue of Life.